# ユリアン・シェルナー
ユリアン・シェルナー（Julian Scherner、1895年9月23日‐1945年4月28日）は、ナチス・ドイツの親衛隊（SS）の将校。第二次世界大戦中にクラクフの親衛隊及び警察指導者を務めた。最終階級は親衛隊上級大佐。

## 略歴

### ナチス入党まで
ドイツ領東アフリカ（現在のタンザニア）のバガモヨに生まれた。1905年から士官学校に通い、1914年にドイツ帝国軍に入隊した。第一次世界大戦にも出征し、負傷して戦傷章と二級鉄十字章を受章した。しかしドイツの敗戦後、連合国から大幅な人員制限を加えられたヴァイマル共和国軍に残れず、軍を離れることとなった。義勇軍（フライコール）「ブント オーバーラント」に参加。1923年にアドルフ・ヒトラーとエーリヒ・ルーデンドルフの起こしたミュンヘン一揆にも参加した。

### ナチス党
1932年に国民社会主義ドイツ労働者党（ナチス党）に入党した。同年のうちに親衛隊（SS）にも入隊している。1934年1月から1935年1月にかけて第1SS連隊「ユリウス・シュレック」の司令官となる。1937年1月から10月にかけては第16親衛隊地区の司令官をつとめた。1937年には親衛隊上級大佐となり、ダッハウの親衛隊士官学校の管理を受け持った。第二次世界大戦が開戦する1939年9月までこの地位にあった。

### 第二次世界大戦
1939年11月から第11SS山岳猟兵連隊「ラインハルト・ハイドリヒ」の司令官に就任。1940年1月には第8SS髑髏連隊の司令官に転じ、1年ほど務めた。1941年1月から8月にかけてはベーメン・メーレン保護領（ドイツ占領下チェコ）にあった武装親衛隊の訓練場「ベーメンSS軍隊訓練場」の責任者を務めた。1941年8月4日からクラクフの親衛隊及び警察指導者に任じられ、1944年3月4日までの長きにわたりこの地位にあった。彼の在任中にクラクフでラインハルト作戦（ポーランドのユダヤ人絶滅作戦）が強力に展開されていた。オスカー・シンドラーは彼と彼の支配下のクラクフの親衛隊員達からユダヤ人たちを守り抜いたのである。1944年4月からシェルナーはオスカール・ディルレヴァンガーの連隊に配属されており、戦争末期に戦死した。

## シンドラーのリスト
映画『シンドラーのリスト』ではアンジェイ・セヴェリンがシェルナーを演じた。

## 親衛隊階級
- 1933年7月31日、親衛隊少尉
- 1933年12月24日、親衛隊中尉
- 1934年3月1日、親衛隊大尉
- 1934年8月12日、親衛隊少佐
- 1935年1月1日、親衛隊中佐
- 1936年9月12日、親衛隊大佐
- 1937年9月12日、親衛隊上級大佐

## 叙勲
- 二級鉄十字章（1914年版）
- 戦傷章黒章
- 二級剣付き戦功十字章
- 名誉十字章前線戦士章
- 血の勲章
- 親衛隊全国指導者名誉長剣
- 親衛隊名誉リング

## 文献
- de:Eberhard Jäckel, de:Peter Longerich,de:Julius H. Schoeps (Hrsg.): Enzyklopädie des Holocaust. Die Verfolgung und Ermordung der europäischen Juden. Band 3, Argon, Berlin 1993.（ドイツ語版項目の参考文献）